# 波罗诺夫斯基反应
波罗诺夫斯基反应（Polonovski reaction），得名於化学家马克斯·波罗诺夫斯基（Max Polonovski，1861年－1939年），指叔胺氧化物在醇溶液中用乙酸酐或乙酰氯处理，一个C-N键切断，得到相应的乙酰胺衍生物和醛。

## 反应机理
一般认为，氧化胺中的带负电荷的氧原子首先与乙酸酐作用、酯化，得到O-乙酰基衍生物。接着，该中间物的α-氢被夺去，并伴随乙酸根离子的消除（亦有认为此处生成鎓内盐中间体），得到一个亚胺离子中间体。然后，乙酸根离子与亚胺离子中亲电的碳原子发生加成，得半缩胺中间物，其中的氮原子再受到乙酸酐的进攻，发生 N-乙酰化，得一季铵离子。最后，另一分子乙酸根离子进攻该季铵离子，生成乙酸酐，并消除醛，得最终产物。

## 变体
应用三氟乙酸酐时，反应可停在亚胺离子一步。得到的亚胺离子又可作为其他合成用途，称为波罗诺夫斯基-Potier反应。